# Партія конституційних реформ

Ліберальна партія (справа) і Партія конституційних реформ (зліва) гарчать на урядовців

Па́ртія конституці́йних рефо́рм (яп. 立憲改進党, りっけんかいしんとう, ріккен кайсін-то) або Реформістська партія (яп. 改進党, かいしんとう, кайсін-то) — японська політична партія. Заснована 16 квітня 1882 року. Очолювалася політичним діячем Окумою Сіґенобу. Перебувала на позиціях британського парламентаризму і еволюційного реформізму. Брала участь в русі за волю та народні права, який вимагав від японського уряду скликання Парламенту. Розпущена 1 березня 1896 року в зв'язку з утворенням Прогресивної партії.

## Короткі відомості
Партія конституційних реформ була сформована 16 квітня 1882 року після інциденту 1881 року. Її засновником і першим головою став Окума Сіґенобу. До керівництва також увійшли його соратники: Оно Адзуса, Мутаґуті Ґенґаку й Харукі Йосіакі. Партія була сформована шляхом злиття наступних громадсько-політичних організацій:
- Товариства перелітних чайок (яп. 鴎渡会, ото-кай) під проводом Оно Адзуси.
- Товариства «Бесіда» (яп. 嚶鳴社, омей-ся) під проводом Нуми Морікадзу.
- Товариства східного парламентаризму (яп. 東洋議政会, тойо ґісей-кай) під проводом Яно Фуміо.
- Товариства вдосконалення і прогресу (яп. 修進社, сюсінся) під проводом Коно Тоґами.

Партія конституційних реформ прагнула запровадити в Японії систему двопалатного Парламенту та кабінету міністрів британського зразка. Організація бачила своїми завданнями (1) забезпечення процвітання конституційної монархії та щастя народу, (2) реформування внутрішнього управління, (3) розвиток місцевого самоврядування, (4) поступове надання виборчого права усім категоріям населення, (5) сприяння розвитку комерції та комунікацій, (6) запровадження твердої валюти.
Початково соціальною основою партії були промислова буржуазія, міські капіталісти, підприємці і землевласники з провінції, а також інтелігенція. Проте після виходу у світ партійних газет «Токійсько-Йокогамський щоденник» і «Поштовий вісник» ця база розширилися за рахунок селян і робітників.
1882 року кількість членів партії становила 116 осіб, в лютому 1883 року — 1272 осіб, а в квітні 1884 року — 1729 осіб. Найчисленнішими були партійні осередки префектур Ісікави, Хьоґо, Сайтами, Тотіґі, Фукусіми, Осаки, Наґано й Ехіме, які нараховували більше сотні членів.
Радикалізація учасників руху за волю і народні права, репресії влади і розпуск Ліберальної партії в жовтні 1884 року, спричинили розкол всередині Партії конституційних реформ, в результаті якого в грудні того ж року провідники Окума, Оно і Коно вийшли зі складу організації. Для відновлення організаційної солідарності реформісти створили новий керівний орган — партійний секретаріат, до якого обрали нових керівників: Фудзіту Мокіті, Одзакі Юкіо, Міноуру Кацундо, Сімаду Сабуро, Коїдзуку Рю, Інукаї Цуйосі, Нуму Морікадзу і Накано Такенаку. Центральні посади дісталися членам Товариства східного парламентаризму і Товариства «Бесіда». З часом Окума повернувся до партії, відновив свій вплив і повторно очолив організацію.
1890 року, після відкриття загальнояпонського Парламенту, депутати від Партії конституційних реформ отримали 46 місць в Палаті представників. На парламентських засіданнях вони увійшли в протистояння з урядом, вимагаючи скорочення державних видатків на військові потреби. У відповідь на виборах до Парламенту 1892 року уряд провів репресивну кампанію проти членів і симпатиків реформістів. З іншого боку партія підтримувала урядовий зовнішньополітичний курс щодо перегляду нерівноправних міжнародних договорів, у зв'язку 1888 року з чим її лідер Окума увійшов до складу уряду. Так само реформісти підтримали владу під час японсько-китайської війни 1894—1895 років.
16 лютого 1896 року на з'їзді Партії конституційних реформ було прийнято рішення розпустити партійну організацію задля створення Прогресивної партії. Остання виникла 1 березня того ж року шляхом злиття колишніх реформістів із членами Конституційно-реформістської партії та Клубом великих підприємців.